# 이용범 (프로게이머)
이용범(李容汎, 1984년 10월 7일 ~ )은 대한민국의 전직 스타크래프트 프로게이머이다.  Ogogo라는 아이디를 사용하며, 종족은 저그이다.

## 약력
2003년 상반기 SG패밀리(전 위메이드 폭스)에 입단하며 프로게이머 생활을 시작했다.
2003년 거의 완전한 무명이었던 상태에서 치열한 예선을 뚫고 WCG 2003 본선에 진출, 쟁쟁한 고수들과 프로게이머들을 물리치고 금메달까지 차지하며 e스포츠계와 팬들에게 큰 반향을 일으켰다. 당시 정식 프로게이머도 아니었던 이용범은 WCG에 높은 가중치를 부여하는 당시 Kespa의 랭킹 산정방식에 힘입어 일약 랭킹 10위권에 오르기도 했다. 대회가 종료된 후 당시 서울시장이었던 이명박과 이벤트 경기를 붙었지만 4드론으로 5분도 채 안 돼 게임을 끝내서 화제가 되기도 했다.
2003년 11월 투나 SG를 떠난 뒤 무소속으로 활동하다가 2004년 3월 KOR(후일 온게임넷 스파키즈)로 팀을 옮겼고 얼마 후 다시 방출,  2004년 8월 6일에는 삼성전자 칸에 입단했다. 그러나 성적 부진과 팀 생활 부적응 등으로 동년 12월 11일에 삼성전자 칸에서 방출된 뒤 더 이상 프로게이머로서 활동하지 않고, 프로게이머 자격 말소 후에는 한동안 각종 아마추어 대회를 전전하며 '상금 사냥꾼' 생활을 한 것으로 알려졌다.
2007년부터 수십번씩 범죄를 저지르다가 2008년 3월 12일, 특수절도 혐의로 경찰에 구속되었다. 구속 이후의 행적은 알 수 없다.

## 수상 경력
- 2003년 WCG (World Cyber Games) 2003 한국대표선발전 스타크래프트 부문 2위
- 2003년 WCG (World Cyber Games) 2003 그랜드파이널 스타크래프트 부문 우승(금메달)
- 2006년 르까프 전국 아마추어 스타크래프트 대회 우승